# At-Tajjib Salih
At-Tajjib Salih (ur. 12 lipca 1929 w Karmakul w Sudanie, zm. 18 lutego 2009 w Londynie) – sudański pisarz.

## Życiorys
Urodził się w wiosce niedaleko miejscowości Ad-Dabba w północnym Sudanie. Miał być rolnikiem, ale poszedł na studia na Uniwersytet Chartumski, potem Uniwersytet Londyński. Pracował głównie w dziennikarstwie: przez ponad 10 lat pisał cotygodniowy felieton do arabskiego dziennika The Majalla w Londynie, potem został dyrektorem generalnym Ministerstwa Informacji w Katarze. Ostatnich 10 lat aktywności zawodowej spędził w UNESCO z siedzibą w Paryżu, gdzie zajmował różne stanowiska i był przedstawicielem UNESCO w krajach nad Zatoką Perską.

## Twórczość
Znany głównie z powieści z 1966 roku Sezon migracji na Północ. W innych utworach miejscem akcji także jest sudańska wieś, jej życie społeczne, skomplikowane relacje międzyludzkie. Pisarz miał w rodzinie nauczycieli religii, więc zajmował się także islamem.

### Utwory
- Dumat Wad Hamid (1960)
- Wesele Zajna (Urs az-Zajn, 1964)
- Sezon migracji na Północ (Mausim al-Hidżra ila asz-Szamal, 1966)
- Daww al-Bajt (1971)
- Marjud (1976)